# Republiek Amalfi
De republiek Amalfi of ook wel het hertogdom Amalfi (Italiaans: Repubblica di Amalfi of Ducato di Amalfi), in de Campanische stad Amalfi, was een van de maritieme republieken die Italië heeft gehad. De voornaamste andere republieken waren Pisa, Genua, Ancona, Ragusa en Venetië. Hoewel Amalfi een republiek was, werd het bestuurd door een hertog.

## Geschiedenis
Het was de eerste maritieme republiek van Italië. In de 9e, 10e en 11e eeuw was Amalfi, met ongeveer 30.000 inwoners, na het destijds islamitische Palermo, de grootste stad van Italië. Het beheerste in zijn gloriejaren de handel van de Westelijke Middellandse Zee. Een van de kastelen die de hertogen bouwden en gebruikten was het Castello San Nicola de Thoro Plano. Napels was de grootste handelsconcurrent.
De stad heeft haar macht te danken gehad aan de intensieve contacten met Egypte en Byzantium, die nog dateerden uit de tijd dat Amalfi Byzantijns bezit was. Het lukte de stad met behulp van haar zeevloot de machtspositie van de Arabieren over te nemen en zij stichtte handelposten in Zuid-Italië en het Midden-Oosten. Een van de getuigenissen van de grootsheid van Amalfi is de Tabula de Amalpha, een codex van wetten die de hele middeleeuwen lang geldig bleef en de regels van het maritieme recht beschreef.
In het jaar 1073 werd de republiek geannexeerd door Normandiërs onder leiding van Robert Guiscard, waarna een periode volgde waarin de Amalfitanen enkele keren in opstand kwamen tegen de overheersing. In 1131 werd hier een eind aan gemaakt door koning Rogier II van Sicilië. In 1135 en in 1137 werd Amalfi door de republiek Pisa geplunderd.